# Conservation des forêts d'Alger
Pour les articles homonymes, voir CFA.
La Conservation des forêts d'Alger (CFA) en arabe : مديرية الغابات والحزام الأخضر لولاية الجزائر, est un établissement public algérien chargé de la gestion des forêts algéroises, placé sous la tutelle de la Direction générale des forêts. Cette conservation wilayale est basée à Alger.

## Historique
La Conservation des forêts d'Alger (CFA) a été créée par le décret no 95-201 du 25 juillet 1995 .
L'organisation de la conservation des forêts d'Alger (CFA), relevant de la Direction générale des forêts DGF, a été édictée par le décret no 95-333 du 25 octobre 1995.
Cette conservation des forêts d'Alger a pour mission d'assurer les tâches de développement, d'administration, de valorisation, de protection et de gestion du patrimoine forestier et alfatier, dans le cadre de la politique forestière wilayale à Alger.

## Organisation
La conservation des forêts (CFA) est organisée en services et bureaux dont le nombre est fixé selon la spécificité de la wilaya d'Alger et l'importance des tâches à assurer. Le nombre de ces services ne peut excéder cinq.
La Conservation des forêts d'Alger est subdivisée en circonscriptions des forêts et districts forestiers, dont le nombre et l'organisation interne sont fixés par arrêté ministériel.
La Conservation des forêts d'Alger est ainsi subdivisée en circonscriptions avec compétence territoriale d’une Daïra administrative, et en districts forestiers pour une compétence territoriale d’une commune.

## Personnel

### Conservateurs
Le poste de conservateur des forêts d'Alger a été occupé par plusieurs cadres depuis sa création le 25 juillet 1995.
Le conservateur gère les moyens humains, matériels et financiers mis à sa disposition ainsi que les opérations sectorielles d'équipement liées à son domaine de compétence, et à ce titre, il est ordonnateur secondaire des crédits qui lui sont affectés.
Ce conservateur est nommé par décret exécutif, sur proposition du ministre chargé des forêts, et sa rémunération est attachée à la fonction de conservateur des forêts est celle qui découle de la classification de directeur de wilaya.
| no | Conservateur des forêts | Début            | Fin              |
| -- | ----------------------- | ---------------- | ---------------- |
| 1  | Chaâbane Cheriet        |                  | 18 février 2006  |
| 2  | Saâdoun Chaïb           | 1er juin 2006    | 29 décembre 2011 |
| 3  | Noureddine Baâziz       | 29 décembre 2011 | 2016 (en cours)  |

### Personnel technique

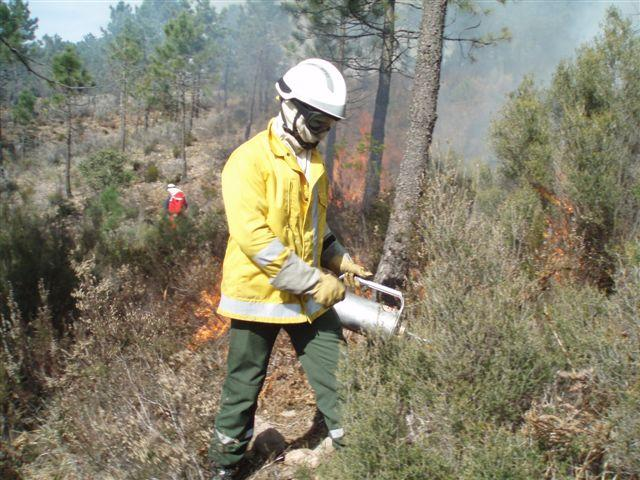
garde forestier.

La DGF comporte plusieurs postes supérieurs techniques:
- Expert des forêts.
- Chef de réseau de communication radioélectrique.
- Chef de triage des forêts.
- Chef de brigade des forêts.
- Agent technique forestier.

## Missions

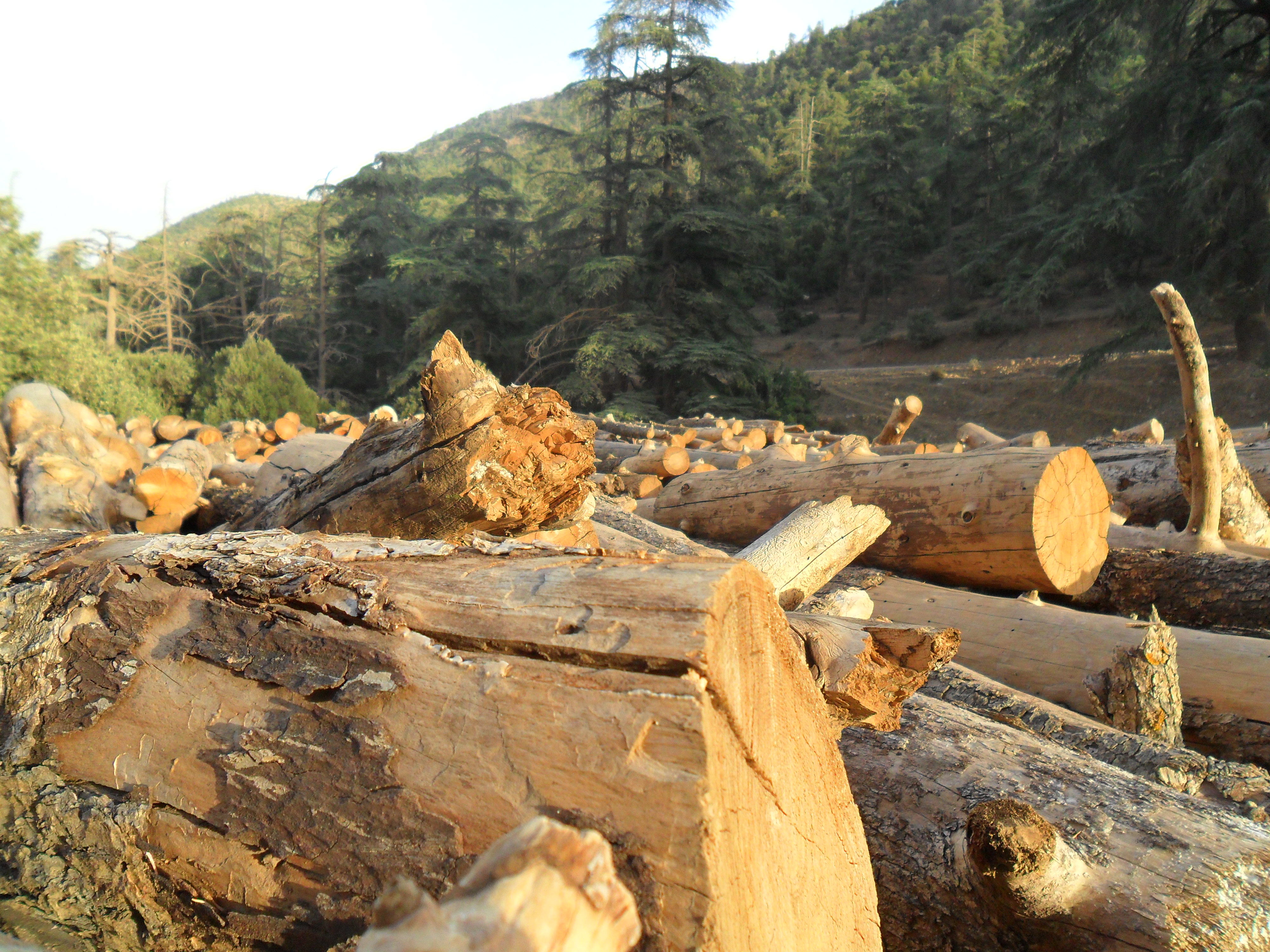
Exploitation forestière.

La Conservation des forêts d'Alger a pour mission de mettre en œuvre les programmes et mesures en matière de développement, de protection et d'extension des patrimoines forestier et alfatier ainsi que de conservation des terres soumises à l'érosion et à la désertification.
Elle organise et contribue à l'exploitation des produits forestiers et alfatiers ainsi que les autres usages du domaine forestier dans le cadre des plans d'aménagement et de gestion.
Elle veille à l'organisation et au suivi, en relation avec les autres services concernés, des actions de prévention et de lutte contre les feux de forêts et les maladies et attaques parasitaires.
Elle veille à l'application de la législation et de la réglementation régissant le domaine forestier et d'organiser l’intervention des corps de l'administration des forêts en matière de police forestière.
Elle instruit, en relation avec les services extérieurs concernés, les dossiers relatifs aux demandes d'autorisations prévues par la législation et la réglementation en matière forestière et alfatière, en tenant à jour les inventaires des ressources forestières, alfatières et cynégétiques, en mettant en œuvre les programmes et mesures en matière de développement et de protection du patrimoine cynégétique, et en mettant en œuvre les programmes de vulgarisation, de sensibilisation et d'animation relatifs à la préservation de ces patrimoines.
Elle collecte, traite et diffuse les informations liées à son domaine de compétence et d'établir les bilans et rapports périodiques sur l'évaluation de ses activités.

## Activités

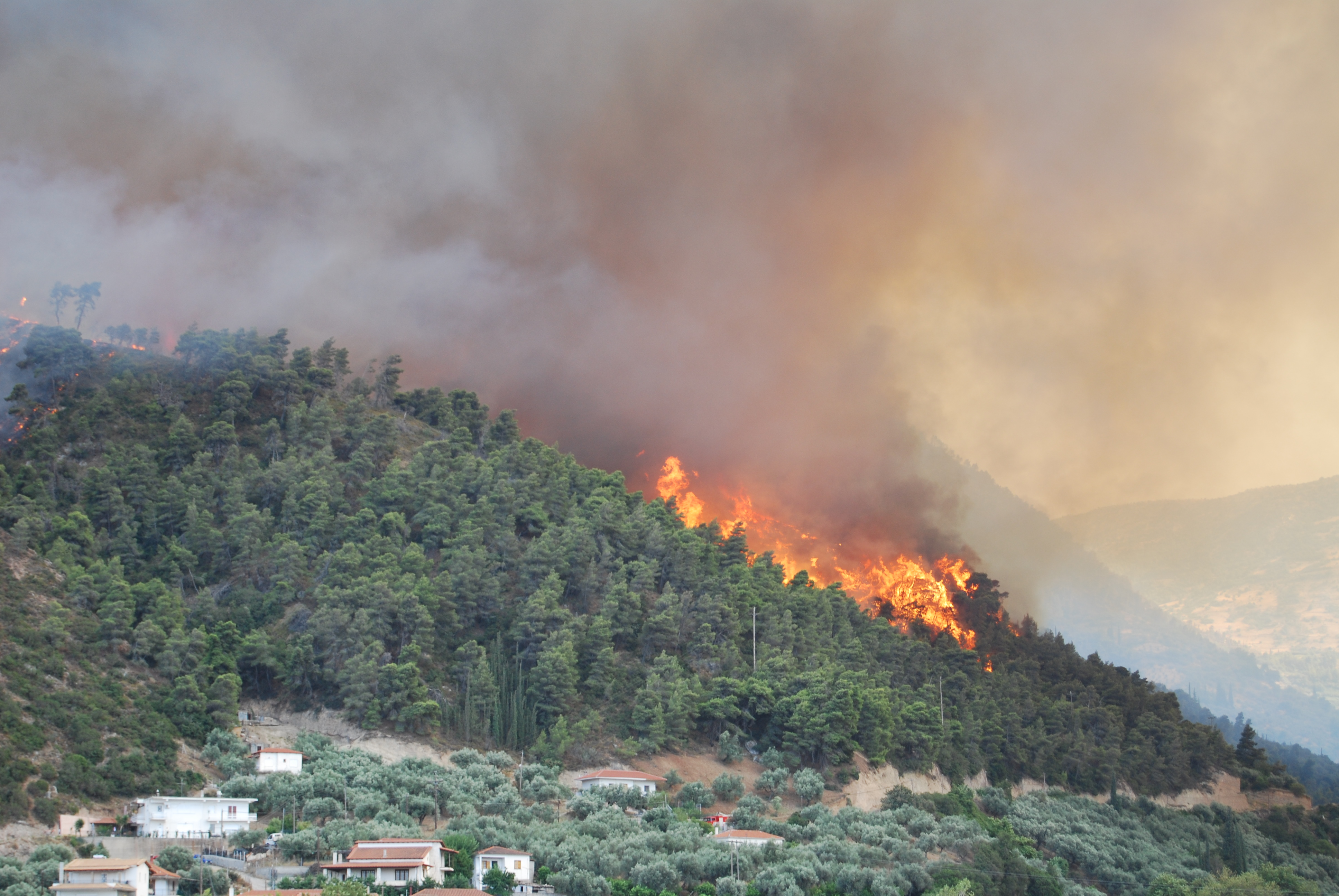
Incendie de forêt.

La Conservation des forêts d'Alger participe à plusieurs activités dans la wilaya d'Alger :
- Établissement d'un bilan des incendies qui se sont déclarés chaque été.
- Mise en place d'un dispositif efficace et rapide d'intervention en cas d'incendie.
- Création d'emplois forestiers.
- Fixation des populations sur leurs terres d'origine.
- Développer le couvert végétal algérois[18].

## Patrimoine forestier

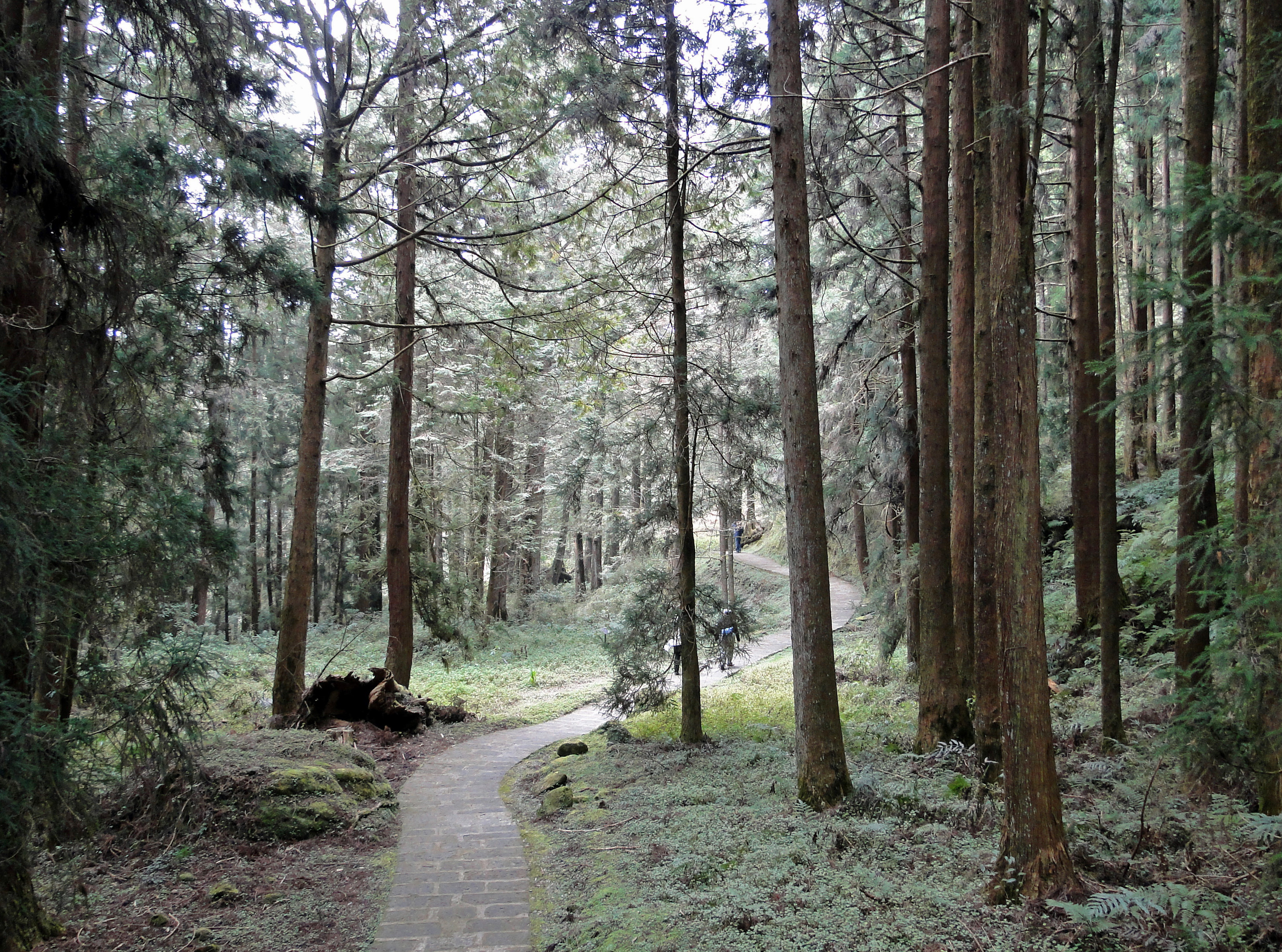
Parc forestier.

La Conservation des forêts d'Alger gère plus de 130 sites forestiers au niveau du territoire de la wilaya d'Alger qui recèle un patrimoine forestier de plus de 5 000 hectares, dont une grande partie se situe en milieu urbain. Les forêts d'Alger s'étendent sur une superficie de 300 à 600 hectares.
L'implantation de plusieurs nouveaux sites forestiers vise à rehausser le pourcentage de couverture végétale algéroise dans le cadre de l'embellissement de la capitale. L'ouverture de ces nouveaux sites forestiers permet d'alléger la pression sur les grandes forêts de la wilaya d'Alger, à savoir Baïnem, Ben Aknoun, Réghaïa, Sidi Fredj, Zéralda. Ces forêts connaissent une grande affluence des citoyens en raison de leur caractère récréatif et la richesse de leur patrimoine naturel.

## Reboisement

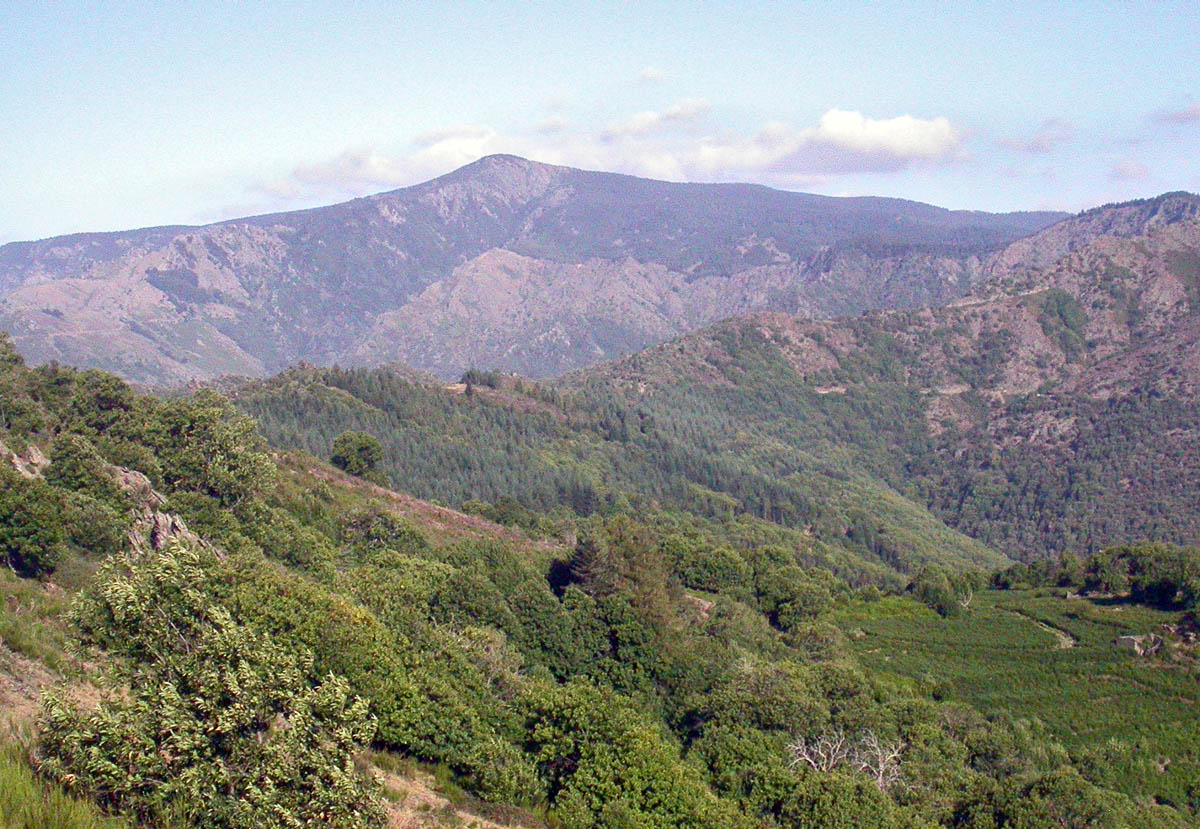
Reboisement des forêts.

La Conservation des forêts d'Alger veille au boisement et au reboisement des forêts algéroises dans le cadre du Plan National de Reboisement (PNR).
Une opération de reboisement est en cours aux environs du barrage de Douéra sur une superficie de plus de 70 ha pour prévenir une éventuelle érosion du sol et consolider cette structure.
Des opérations de reboisement sont accomplies le long des autoroutes algéroises.
Les opérations d'aménagement des grandes forêts d'Alger comprennent des travaux techniques et biologiques concernant chaque année plus de 400 ha dans le souci de préserver l'environnement forestier.
En effet, l'âge des arbres varie d'une forêt à une autre, voire dans une même forêt, et la forêt de Baïnem compte plus dizaines jeunes arbres du fait de sa rénovation.

## Organismes

### Centre cynégétique de Réghaïa

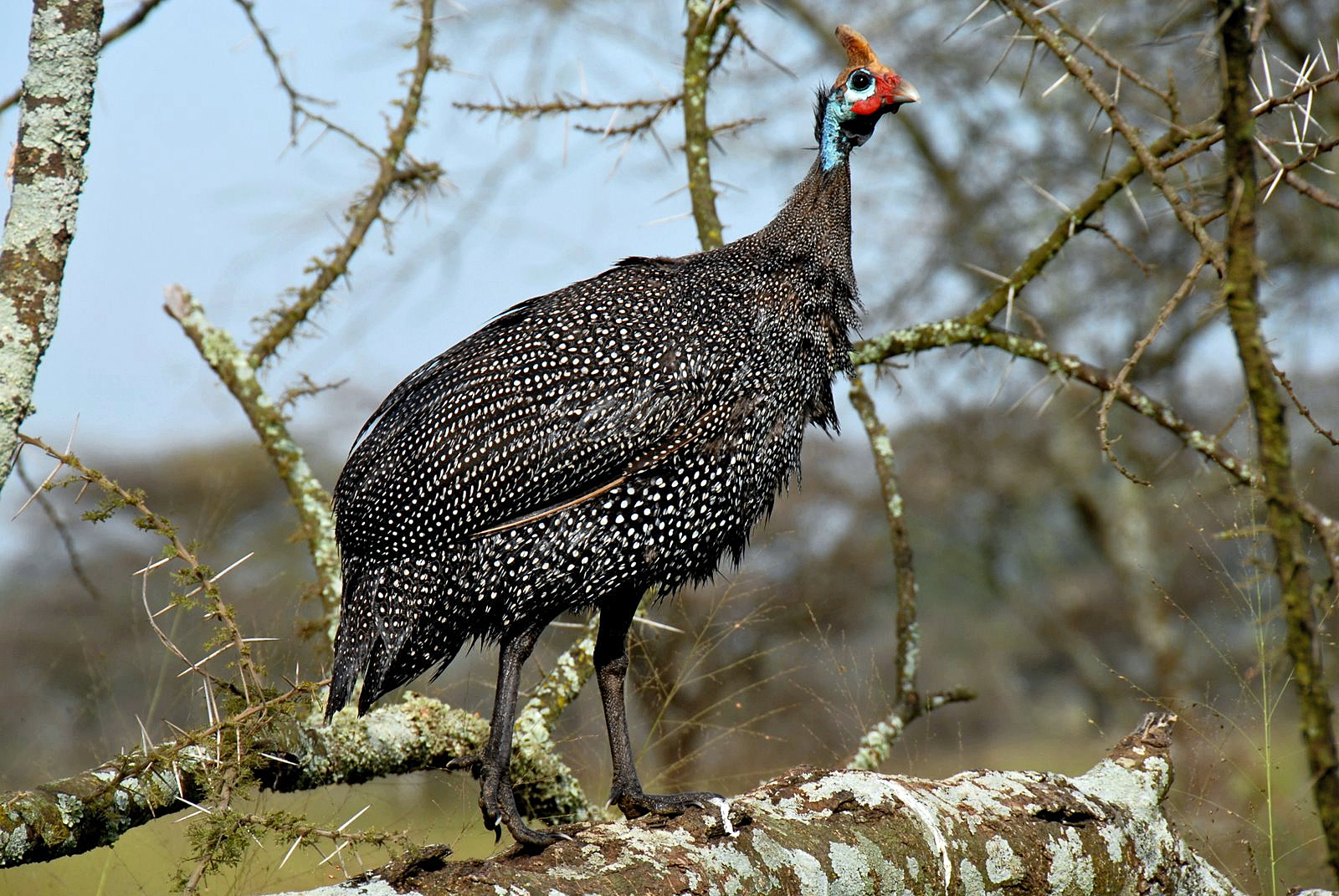
Pintade de Numidie (Numida meleagris).

La Conservation des forêts d'Alger gère, dans la forêt de Réghaïa, la structure du Centre cynégétique de Réghaïa au sud-ouest de son périmètre. Il a été créé par le décret no 83-75 du 8 janvier 1983. Le centre cynégétique de Réghaïa a été valorisé en 2006 après avoir été pour longtemps une réserve protégée réservée aux seuls spécialistes qui y ont effectué leurs travaux. Il a été ensuite promu en 2011 pour la gestion de la réserve naturelle de Réghaïa. Ce centre cynégétique de Réghaïa (CCR) veille au maintien du classement de cette zone humide de Réghaïa la liste de la Convention de Ramsar des zones humides, et ce en collaboration avec la DGF.
Le CCR a quatre missions essentielles : la cynégétique, le suivi ornithologique, la recherche scientifique, la communication et la sensibilisation du public. C'est un établissement qui comprend un centre d'éducation et de sensibilisation, une salle d'expositions des espèces faunistiques et floristiques, deux salles, l'une destinée aux travaux pratiques des sciences naturelles et l'autre à la projection cinématographique.
Ce centre cynégétique s'occupe de l'élevage du gibier d’eau destiné au repeuplement des plans d'eau. Les principales espèces de gibier produites actuellement sont le canard colvert, le faisan, la pintade de Numidie et la caille japonaise.

### Centre cynégétique de Zéralda

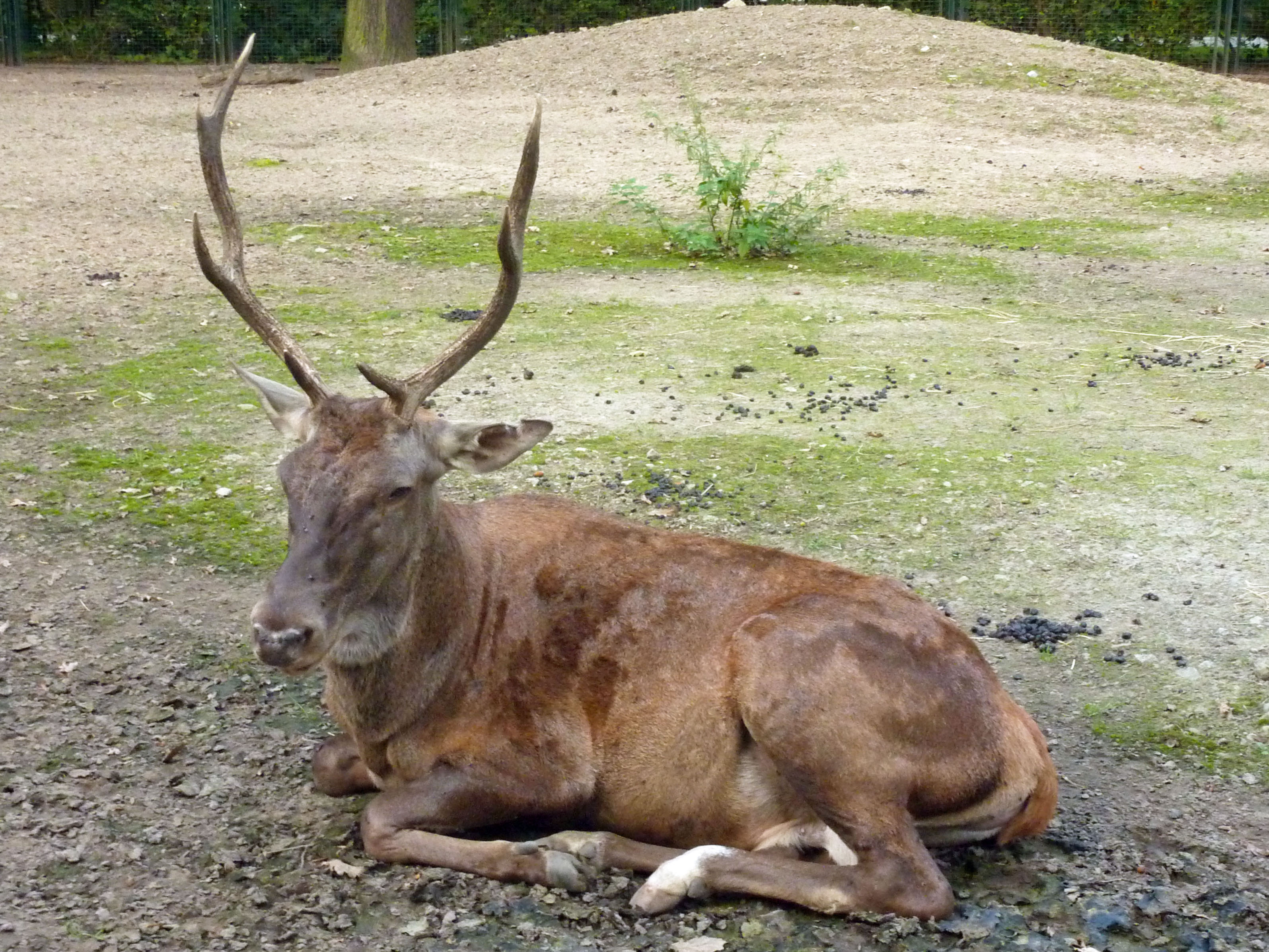
Cerf de Barbarie (Cervus elaphus barbarus).

La Conservation des forêts d'Alger gère, dans la forêt de Zéralda, la structure du Centre cynégétique de Zéralda (CCZ) au sud-ouest de son périmètre.
C'est en 1968 que le choix s'est porté sur la forêt de Zéralda pour la création de ce centre cynégétique de Zéralda (CCZ) comme station de production et d'élevage du gibier. Il a commencé par la production de faisans qui lui ont donné le nom de «Faisanderie de Zéralda». En 1983, cette station de gibier a été érigée par la loi no 10-82 en centre cynégétique ayant pour vocation le maintien de la biodiversité, l'équilibre des écosystèmes et le respect de l'environnement.
Le Ministère de l'Agriculture et du Développement rural et la DGF ont procédé, en 2012, à la mise en place d'une cellule consacrée au cerf de Barbarie, présidée par le centre cynégétique de Zéralda (CCZ),. Cet établissement est actuellement spécialisé dans le développement de la chasse et des activités y afférentes, en axant sa démarche sur les espèces cynégétiques, tout en prenant en charge d'autres espèces dans le cadre d'actions ponctuelles.
Les principales espèces de gibier produites actuellement sont le faisan commun, la perdrix gambra, la perdrix choukar et la caille japonaise.